# Lorenzo Robledo
Pour les articles homonymes, voir Robledo (homonymie).
Lorenzo Robledo est un acteur espagnol né le 3 juillet 1921 et mort en septembre 2006.

## Filmographie partielle
- 1960 : Un taxi pour Tobrouk : Soldat allemand
- 1960 : Mariquita, fille de Tabarin
- 1962 : L'Ombre de Zorro : Ciudadano
- 1963 : Persée l'invincible : Prince
- 1963 : Casablanca nid d'espions
- 1964 : Agent secret FX 18 : Alfonso
- 1964 : Pour une poignée de dollars
- 1964 : Sept du Texas : Capitan
- 1965 : Dans les mains du pistolero : Slim Carter
- 1965 : Sept Heures de feu de Joaquín Luis Romero Marchent : Charlie
- 1965 : Corrida pour un espion : Cdt F24
- 1965 : Quatre Hommes à abattre de Primo Zeglio : adjoint au shérif
- 1965 : Et pour quelques dollars de plus : Tomaso
- 1966 : Karaté à Tanger pour agent Z7
- 1966 : Cartes sur table (Cartas boca arriba)
- 1966 : Zampo y yo
- 1966 : Lanky, l'homme à la carabine (Per il gusto di uccidere) : le shérif
- 1966 : Trois Cavaliers pour Fort Yuma : Capt. Taylor
- 1966 : Navajo Joe : Robledo - Bandit
- 1966 : Le Bon, la Brute et le Truand : Membre du Angel Eyes' Gang
- 1967 : Il était une fois en Arizona : Wallace
- 1968 : Jusqu'à la dernière goutte de sang
- 1968 : El mercenario de Sergio Corbucci : officier
- 1968 : Le Bâtard (I Bastardi)
- 1968 : Un par un... sans pitié (Uno a uno sin piedad) de Rafael Romero Marchent
- 1968 : Un train pour Durango (Un treno per Durango) de Mario Caiano : l'employé de Pinkerton
- 1968 : Les Hommes de Las Vegas : Man at Control Center
- 1968 : Il était une fois dans l'Ouest : Membre du Cheyenne's Gang
- 1969 : Mes ennemis, je m'en garde ! : Jack Garland
- 1969 : La Légion des damnés : Pvt. Bernard Knowles
- 1969 : Garringo : adjoint du shérif
- 1969 : Django ne prie pas
- 1969 : Texas : Brett
- 1970 : Quand Satana empoigne le colt (Manos torpes) de Rafael Romero Marchent
- 1970 : Arriva Sabata... : homme dans le bureau du shérif
- 1970 : Companeros : homme qui danse avec Zaira
- 1971 : Abattez Django le premier
- 1971 : Un aller simple : François
- 1971 : Boulevard du rhum : Un tireur
- 1971 : Ça va chauffer, Sartana revient !
- 1971 : Et viva la révolution ! : M. Callofen
- 1972 : Le Rescapé de la vallée de la mort : Jack
- 1972 : Far West Story : Croupier
- 1972 : Le Couteau de glace (Il coltello di ghiaccio) d'Umberto Lenzi : Vice-commissioner
- 1972 : Mais qu'est-ce que je viens foutre au milieu de cette révolution ?
- 1973 : Dans la poussière du soleil : Swann
- 1973 : Ricco
- 1975 : Les Quatre de l'apocalypse